# Itaú Unibanco
Itaú Unibanco est un groupe financier issu de la fusion, en 2008, des établissements Banco Itaú et Unibanco.

## Historique
En septembre 2013, Itaú Unibanco acquiert 51 % de Cencosud, une entreprise chilienne de carte de crédit, pour 300 millions de dollars.
En janvier 2014, CorpBanca et Itaú Unibanco annonce un projet de fusion entre les deux banques.
En octobre 2016, Itaú Unibanco annonce l'acquisition des activités brésiliennes de Citigroup pour 220 millions de dollars.
En janvier 2022, Itaú Unibanco annonce l'acquisitiond'une participation de 50 % dans Ideal, un courtier en ligne brésilien, pour l'équivalent de 117 millions de dollars.